# Ronald M. Grant
Ronald M. Grant (* 1871; † 8. März 1910 in Boston) war ein US-amerikanischer Organist und Kirchenmusiker.
Grant begann vierzehnjährig in Musikstudium bei Paul Ambrose, dem Organisten der St. James’s Methodis Episcopal Church in New York. Es schloss sich ein vierjähriges Studium der Komposition bei Samuel P. Warren, dem Organisten der Munn Avenue Presbyterian Church an.
Danach ging er nach Paris, wo er Schüler von Alexandre Guilmant war, der ihm das Prélude Fa majeur aus den 18 Pièces Nouvelles en sept livraisons (1902) widmete. In London widmete er sich zwei Jahre dem Studium der Kathedralchöre. Nach seiner Rückkehr in die USA setzte er das Studium der Chormusik bei Edward Stubbs, dem Organisten der New Yorker St. Agnes’s Chapel, fort.
Als Organist und Chorleiter der Grace Church und der St. Mark’s Church bestimmte er mehr als ein Jahrzehnt das musikalische Leben in East und West Orange. Kurz vor seinem Tod wurde er Organist an Phillips Brooks’ Trinity Church in Boston.